# Inga ismaelis
Inga ismaelis är en ärtväxtart som beskrevs av Mario Sousa. Inga ismaelis ingår i släktet Inga och familjen ärtväxter. IUCN kategoriserar arten globalt som sårbar. Inga underarter finns listade i Catalogue of Life.